# Weibern (Austria)
Weibern è un comune austriaco di 1 707 abitanti nel distretto di Grieskirchen, in Alta Austria.